# 塩浜駅 (神奈川県)
塩浜駅（しおはまえき）は、神奈川県川崎市川崎区にかつて存在した、京浜急行電鉄大師線の駅および川崎市電の停留所である。1970年（昭和45年）に正式に廃止された。現在の川崎貨物駅の海側、国道132号夜光交差点西南角に存在した。現在は川崎市バス塩浜停留所がある。跡地は重機会社が所在している。

## 歴史
- 1944年（昭和19年）10月1日 - 東京急行電鉄大師線 産業道路駅（現：大師橋駅） - 入江崎駅間開通に伴い開業。
- 1948年（昭和23年）6月1日 - 大東急再編成に伴い、京浜急行電鉄（京急）の駅となる。
- 1951年（昭和26年）3月16日 - 京急の当駅 - 桜本駅間に川崎市電が乗り入れ開始。
- 1952年（昭和27年）1月1日 - 京急が当駅 - 桜本駅間を川崎市交通局へ譲渡。
- 1964年（昭和39年）3月25日 - 京急の小島新田駅 - 当駅間および川崎市電の池上新田 - 当停留所間が塩浜操駅（現・川崎貨物駅）建設のため休止。事実上の廃止となる。
- 1967年（昭和42年）6月1日 - 川崎市電の池上新田 - 当停留所間が正式に廃止。
- 1970年（昭和45年）11月20日 - 京急が小島新田駅 - 当駅間を正式に廃止したことにより廃駅。

## 駅構造
相対式ホーム2面2線の駅として開業。塩浜 - 桜本間の京急路線が川崎市電へ譲渡された後、京急は下り線側のホームと線路を撤去して上り線のみの運用を行い、下り線の跡地に改めて川崎市電が低床ホームと線路を設置した。京急の駅舎は上り線ホーム側に置かれていた。
市電ホーム側（旧京急下り線）は国鉄貨物列車を運行するため三線軌条となっており、駅西側で市営築港方面の貨物線が分岐していた。また京急・市電の線路（軌間1,435mm）は駅構内で分断されていたが、貨物専用の線路（軌間1,067mm）は繋がっていた。
| ← 市電川崎方面                                              | 塩浜駅・塩浜停留所 構内配線略図（1951年） | → 京浜川崎方面 |
|                                                             | ↓ 市営築港方面                            |                |
| 凡例 出典: 青色：川崎市電、赤色：京浜急行、灰色：国鉄貨物線 |                                           |                |

## 休止後の代替バス
1964年（昭和39年）3月25日の休止を受け、京浜急行電鉄と川崎市交通局では代替バスを運行したとの資料が残っている。

京浜急行の代替バスは小島新田駅ではなく、手前の産業道路駅から産業道路を南下し塩浜方面に向かっていた。また当時、京浜急行は産業道路駅から浜川崎駅までの産業道路に多くのバスを走らせており、大師橋を渡って東京都内の国鉄蒲田駅や遠くは大森駅まで行く路線も運行されていた。それら路線も代替バスの一翼を担い、池上新田で市電やトロリーバス水江線に接続する役目があった。一方、川崎市バスは国道132号上を走る埠頭線（現・川04系統）で川崎駅への直結輸送を行い、渡田線（現・川40系統）で市電存続区間への輸送を行った。
1970年（昭和45年）の正式廃止の後、京急バスは川崎市南部での運行を大幅に縮小。2020年（令和2年）1月15日、免許維持路線として残っていた蒲田駅とJFE（川崎鶴見臨港バス浜川崎営業所）を結ぶ1日2往復が廃止され、京急バスは撤退した。また、川崎市バス渡田線も手前のJFEやカワサキアイランドスイートまでで運行を打ち切る便が多くなっている。

## 隣の駅
※駅休止時点
京浜急行電鉄
■大師線
小島新田駅 - 塩浜駅
川崎市交通局（川崎市電）
塩浜停留所 - 塩留橋停留所